# Hal Foster
Harold Rudolf Foster, mais conhecido conhecido como Hal Foster (Halifax, 16 de agosto de 1892 – Spring Hill, 25 de julho de 1982) foi um desenhista de quadrinhos e roterista canadense-americano mais conhecido como o criador da premiada tira de jornal Príncipe Valente e pela tiras de Tarzan, baseada nas histórias criadas por Edgar Rice Burroughs.

## ligações externas
- Hal Foster. no IMDb.